# McGinnis Peak
Il McGinnis Peak, (in lingua inglese: Picco McGinnis), è un prominente picco roccioso antartico, alto 1.270 m, con un largo circo glaciale spoglio sul versante settentrionale, situato in prossimità del margine della Barriera di Ross, nei Monti della Regina Maud, in Antartide.
Si staglia subito a est della parte inferiore del Ghiacciaio Kosco e 6 km a sudovest dell'Oppegaard Spur. 
Il picco è stata scoperto dall'United States Antarctic Service nel 1939–41 e ispezionato dal geologo Albert P. Crary nel 1957–58.
La denominazione è stata assegnata dallo stesso Crary in onore di Lyle McGinnis, un sismologo che faceva parte della U.S. Victoria Land Traverse Party del 1958–59.